# 桃 (槇原敬之の曲)
「桃」（もも）は、2001年4月25日に発売された槇原敬之の23枚目のシングル。発売元はワーナーミュージック・ジャパン。

## 概要
『太陽』に続く、「Hungry Spider」から2年ぶりのシングル。M4『遠く遠く（桜ヴァージョン）』は、1992年発売アルバム『君は僕の宝物』収録曲のリミックス。初回プレス盤のみ収録。2013年のベスト・アルバム『春うた、夏うた。〜どんなときも。』にも収録。

## 収録曲
作詞・作曲・編曲：槇原敬之
1. 桃
  - 自分だけでは気付けなかった自分を「桃」に例え利己心の自戒や他者への慈愛を歌った。「果物の中で一番桃が好きだから作った」との発言もある。
2. 1秒前の君にはもう2度と会えない
3. PLEASURE（アルバム・ヴァージョン）
4. 遠く遠く（桜ヴァージョン）※初回プレス盤のみ
5. 桃（BACKING TRACK）
6. 1秒前の君にはもう2度と会えない（BACKING TRACK）

## カバー
桃
- n/（2020年、配信アルバム『Best Practice 1 -Cover Songs Selection-』収録）